# Kollaboration
Kollaboration (lateinisch co- ‚mit-‘, laborare ‚arbeiten‘) ist die ideelle Zusammenarbeit zwischen Personen oder Gruppen von Personen. Insbesondere ist damit die Zusammenarbeit mit dem Feind zu Zeiten eines Krieges oder der Besatzung gemeint; eine in diesem Sinne mit dem Gegner kollaborierende Person wird als Kollaborateur bezeichnet. Besonders häufig wird der Begriff auf die Kollaboration mit den Achsenmächten zur Zeit des Zweiten Weltkriegs in den besetzten Ländern Europas, Asiens und Afrikas zwischen 1939 und 1945 bezogen.

## Begriffsabgrenzung

### Der Begriff „Kollaboration“
Im Deutschen ist der Begriff außer in bestimmten Randbereichen in der Regel negativ besetzt und meint die „Zusammenarbeit mit dem Feind“.
Wertfrei wird der Ausdruck Kollaboration unter anderem in den Wirtschaftswissenschaften und in anderen anwendungsbezogenen Wissenschaften sowie im Projektmanagement verwendet. In diesem wertfreien Sinn ist der Begriff collaboration auch im Englischen und Französischen geläufig. Kollaboration meint hier allgemein eine Form der geistigen Kooperation oder Zusammenarbeit. Die Abgrenzung zwischen Kooperation und Kollaboration wird dabei in einer aus dem angelsächsischen Sprachgebrauch importierten Sichtweise darin gesehen, dass die Partner bei einer Kollaboration am Endergebnis der Zusammenarbeit schöpferisch beteiligt und keine bloßen Zuarbeiter oder Inhaltslieferanten sind. In diesem Sinn spricht man auch in der Musikproduktion von Kollaboration, wenn mehrere Musiker ein Musikalbum gemeinsam veröffentlichen (Kollaboalbum). Ein weiteres Beispiel für die wertfreie Begriffsverwendung ist die kollaborative Robotik, wo Kollaboration für die Zusammenarbeit von Mensch und Roboter steht.
Aus feministischer Sicht werden von einigen Vertreterinnen auch bestimmte Formen der Zusammenarbeit von Frauen mit Männern, insbesondere die freiwillige Unterordnung unter dominante männliche Verhaltensweisen bei sexuellen Begegnungen, als „Kollaboration“ bezeichnet und im Kontext des Geschlechterkampfes negativ bewertet; in diesem Sinne erklärte die Feministin Alice Schwarzer: „Weiblicher Masochismus ist Kollaboration!“

### Der Begriff „Kollaborateur“
In anderen Sprachen wie beispielsweise dem Englischen, Spanischen und Italienischen bedeutet auch collaborator, colaborador bzw. collaboratore nur ganz allgemein Mitarbeiter. Im Englischen wird jemand, der mit dem Feind zusammenarbeitet, hingegen mit dem Wort Quisling bezeichnet. Dieser auch in anderen Sprachen verbreitete Ausdruck für einen Kollaborateur im Krieg leitet sich vom Nachnamen des Norwegers Vidkun Quisling her, der vor und während der Besatzung seines Landes durch die Deutschen mit den Nationalsozialisten kollaborierte. Im Spanischen nennt man einen solchen Kollaborateur colaboradorista, im Italienischen collaborazionista.
Im Französischen wird die Benennung collaborateur für beide Begriffe verwendet, kann also je nach Kontext entweder „Mitarbeiter“ (wertungsfrei) oder „Kollaborateur“ im hier beschriebenen negativen Sinn bedeuten. Daneben wird für den Begriff der Kollaboration mit dem Gegner auch der eindeutig negativ belegte Ausdruck collaborationniste benutzt.
Im Deutschen ist die neutrale Verwendung des Wortes Kollaborateur im Sinne von „Mitarbeiter“ (wertungsfrei) vornehmlich in Österreich zu finden und gilt als Austriazismus. Noch im 19. Jahrhundert war allerdings auch in Deutschland, vor allem im süddeutschen Raum, die latinisierte Berufsbezeichnung Kollaborator für bestimmte Hilfsbedienstete anzutreffen (etwa Hilfsgeistliche, Hilfslehrer an höheren Schulen etc.); das entsprechende Amt hieß dann Kollaboratur. In diesem Sinn taucht etwa in der Erzählung Die Frau Professorin von Berthold Auerbach der „Bibliothekskollaborator Reihenmaier“ auf.
Die Verwendung des Ausdrucks zur Bezeichnung einer mit dem Feind kollaborierenden Person zu Kriegszeiten ist im deutschen Sprachgebrauch seit dem 19. Jahrhundert belegt. Schon damals spielte er besonders auch in den verschiedenen deutsch-französischen Konflikten seit den napoleonischen Kriegen eine Rolle (Stichwort „Erbfeind“). So erscheint es nur als logische Entwicklung, dass der Begriff in der Zeit der deutschen Besetzung Frankreichs im Zweiten Weltkrieg neue Aktualität gewann und auch heute noch insbesondere auf diese Vorgänge bezogen wird.
Unmittelbarer Anlass für die Verwendung dieses Ausdrucks im besetzten Frankreich war eine im Radio übertragene Rede des Staatschefs Pétain vom 30. Oktober 1940 nach seinem Treffen mit Adolf Hitler in Montoire-sur-le-Loir am 24. Oktober, in der er die Franzosen zur „Zusammenarbeit“ (collaboration) mit den deutschen Besatzern aufrief. Besondere Brisanz besitzt in diesem Zusammenhang die erst in den vergangenen Jahrzehnten im vollen Umfang bekannt gewordene Mitwirkung französischer Polizeiorgane und Behörden an der Deportation von Juden aus Frankreich in die NS-Vernichtungslager. Der Vorwurf der Kollaboration mit dem Dritten Reich führte in der unmittelbaren Nachkriegszeit zu zahlreichen Verhaftungen und Misshandlungen tatsächlicher oder auch vermeintlicher Kollaborateure im befreiten Frankreich.
In der Zeit des Kalten Krieges benutzte man das Wort Kollaborateur in Deutschland auch als Schimpfwort für weltanschauliche Gegner, die man der Zusammenarbeit mit dem politischen System auf der jeweils anderen Seite des Eisernen Vorhangs bezichtigen oder als dessen Sympathisanten bloßstellen wollte (siehe auch: „Fünfte Kolonne“).
In vielerlei Konfliktlagen wurde und wird der Begriff Kollaboration bzw. Kollaborateur auch in jüngerer Zeit benutzt, um die Zusammenarbeit einheimischer Gruppierungen mit fremden, als Kolonial- oder Besatzungsmächte angesehenen Kräften abwertend zu kennzeichnen – so etwa im Maghreb, auf dem Balkan, in Afghanistan und im Irak. Wiederum neue Aktualität gewann der Begriff im Ukrainekrieg seit 2022, wo die Gewinnung, Verdächtigung und Verfolgung von Kollaborateuren (in Osteuropa häufig als „Saboteure“ bezeichnet) auf beiden Seiten eine große Rolle spielt.

## Kollaboration mit den Achsenmächten im Zweiten Weltkrieg
Zur Zeit des Zweiten Weltkrieges gab es in den vom nationalsozialistischen Deutschen Reich, dem faschistischen Italien und dem Japanischen Kaiserreich besetzten Gebieten Organisationen, Bewegungen und Einzelpersonen, die mit den Besatzern kollaborierten. Durch besondere Grausamkeit traten auf japanischer Seite die timoresischen Colunas Negras hervor.

### Österreich
Siehe Hauptartikel Österreich in der Zeit des Nationalsozialismus, insbesondere Österreich in der Zeit des Nationalsozialismus#Österreicher als Täter.

### Niederlande
In den Niederlanden war vor allem die Nationaal-Socialistische Beweging sowie die kleinere Nationaal-Socialistische Nederlandsche Arbeiderspartij Nazi-Deutschland sehr verbunden. So gingen auch Niederländer wie Ernst Hermann van Rappard freiwillig zur Waffen-SS. Am 7. Mai 1945 wurde Anton Mussert, Gründer der Nationaal-Socialistischen Beweging festgenommen, im November wegen Kollaboration vor Gericht gestellt und wegen Landesverrats zum Tode durch Erschießen verurteilt.

### Luxemburg
Luxemburg wurde von internationalen Historikern dafür kritisiert, dass bisher keine objektive Aufarbeitung seiner Geschichte während der Judenverfolgung erfolgt ist und sich Luxemburg bisher fälschlich lediglich als Opfer stilisiert hat.
Die daraufhin erfolgten Forschungsberichte der luxemburgischen Historiker Denis Scuto und Vincent Artuso ergaben, dass die luxemburgische Verwaltungskommission, die als Ersatzregierung tätig war, nachdem die offizielle Regierung Luxemburgs ins Exil gegangen war, aktiv an der Deportation der Juden beteiligt war. Sie kollaborierte nicht nur mit den Nazis, sondern lieferte Juden, darunter auch viele jüdische Kinder, aus eigenem Antrieb an die Nazis aus. Sie handelte dabei aktiv und nicht nur als Befehlsempfänger der Nazi-Besatzer.
Schon vor dem Zweiten Weltkrieg gab es in Luxemburg weit verbreiteten offenen Antisemitismus. Das Dritte Nürnberger Rassegesetz wurde von Luxemburg schon vor dem Zweiten Weltkrieg in den 1930er Jahren freiwillig übernommen und die Ehe mit Juden verboten. Nach Luxemburg geflüchtete Juden wurden separat registriert. Juden wurden als Menschen zweiter Klasse eingestuft und unter anderem bei der Arbeitssuche behindert.
Luxemburg hat sich lange Zeit nur als Opfer deutscher Aggressionen und Zwangsrekrutierungen definiert. Doch schon vor der deutschen Besetzung gab es Antisemitismus in Luxemburg. Mitte der 30er-Jahre scheuten die Luxemburger Behörden auch nicht davor zurück, »illegale« jüdische Flüchtlinge und sogar Flüchtlinge mit gültigen Papieren zur deutschen Grenze zurückzubringen, obwohl bekannt war, dass sie dort verhaftet und in Konzentrationslager gebracht würden. Die Juden gerieten immer wieder ins Visier militanter Nationalisten und Nazi-Sympathisanten und wurden als Parasiten bezeichnet sowie aufgefordert, nach Palästina zu gehen. Im Jahr 1938 wurde sogar nach dem Schutz Deutschlands gerufen.
In Luxemburg existierte seit 1881 bis zur deutschen Invasion die Luxemburger Freiwilligenkompanie, eine kleine 425-köpfige Luxemburger Armee, die im Herbst 1940 von den Nazi-Okkupanten in die deutsche Schutzpolizei eingegliedert wurde. Nach einer sechsmonatigen Ausbildung in Weimar wurden die Luxemburger verschiedenen deutschen Polizeibataillonen zugeteilt. Von ihnen kamen 14 mit dem berüchtigten Reserve-Polizei-Bataillon 101 Ende Juni 1942 nach Polen und waren an Massakern beteiligt. Dem amerikanischen Historiker Christopher Browning zufolge war das Bataillon direkt oder indirekt an der Ermordung von mindestens 83.000 Juden beteiligt. An der größten Massenerschießung des Zweiten Weltkriegs waren auch Luxemburger beteiligt. Am 3. und 4. November 1943 wurden im besetzten Polen, im KZ Majdanek und in den Arbeitslagern Trawniki und Poniatowa mindestens 42.000 Juden – Männer, Frauen und Kinder – erschossen. An dieser Erschießungsaktion waren auch Luxemburger in deutscher Polizeiuniform beteiligt.
Im Reserve-Polizei-Bataillon 101 dienten 14 Luxemburger und dazu noch in der besonders einsatzfähigen 1. Kompanie. Von 150 Angehörigen dieser Kompanie gehörten die 14 Luxemburger zu den 28 aktiven Polizisten, also eindeutig zum harten Kern. Die guten Führungszeugnisse der Beteiligten zeigen, dass sie ihren Dienst in vollster Zufriedenheit ihrer NS-Hierarchie ausübten. Das Reserve-Polizei-Bataillon 101 war an der Vernichtung der polnischen Juden beteiligt.
Bis heute hat Luxemburg sich weder für die Kollaboration, noch für die aktive Verfolgung von Juden noch für die zugunsten von luxemburgischen Bürgern erfolgten Enteignungen von Juden entschuldigt. Luxemburg hat auch bis heute noch keine Rückgabe der enteigneten Vermögen, Immobilien und Firmen durchgeführt oder Entschädigung und finanzielle Wiedergutmachung geleistet. In Luxemburg gab es auch kaum eine Entnazifizierung.

### Belgien
Rexisten – eine um 1930 entstandene, faschistische Organisation in Belgien. Die Rexbewegung formierte sich Anfang der 1930er Jahre unter der Führung des wallonischen Faschisten Léon Degrelle als katholisch-nationalwallonische Bewegung. 1935 organisierte sich die Bewegung als von der Katholischen Aktion unabhängige Partei und verbuchte erste Wahlerfolge. Ab Mai 1940 kollaborierten die Rexisten mit der nationalsozialistischen deutschen Besatzung. Nach dem Ende des Zweiten Weltkrieges wurde die Rexistenpartei verboten.
Auch flämische Nationalisten in Nordbelgien beteiligten sich an der Kollaboration und meldeten sich auch freiwillig zur Waffen-SS.
Der damalige Vorsitzende der Belgischen Arbeiterpartei Henri de Man löste die Partei auf und beteiligte sich an der Gründung einer der DAF vergleichbaren Arbeiterorganisation. Seinem Neffen, dem Literaturtheoretiker Paul de Man, brachten Artikel für die belgische Zeitung Le Soir posthum den Vorwurf der Kollaboration mit den Nazis ein.
Im Februar 2007 veröffentlichte das Zentrum für Kriegs- und Sozialforschung Ceges einen Bericht mit dem Titel Das gefügige Belgien, in dem von sechs Historikern insbesondere die Juden-Deportationen 1942 und die Mitwirkung der belgischen Behörden dabei im Auftrag der heutigen belgischen Regierung untersucht wurden. Dadurch starben etwa 40 Prozent der belgischen Juden. In der Folge konnten aber 60 % sich vor den Verfolgern im Krieg versteckt halten und überleben. Die meisten Aufpasser in nordfranzösischen Baustellen der Wehrmacht waren Belgier.

### Frankreich
Nach dem militärischen Debakel der französischen Armee im Juni 1940 und dem folgenden Waffenstillstand beauftragte die Nationalversammlung den bereits 84-jährigen Marschall Pétain, Kriegsheld aus dem Ersten Weltkrieg, mit der Bildung einer Regierung, die in Vichy im unbesetzten Teil Frankreichs ihren Sitz hatte (am 11. November 1942 besetzte die Wehrmacht auch Vichy-Frankreich, siehe Unternehmen Anton). Ihm und seiner Regierung wurde von der Nationalversammlung die Vollmacht erteilt, eine neue Verfassung auszuarbeiten. Pétain nannte sich daher Chef de l’État; er hatte fast unbeschränkte Vollmachten.
Anfangs wurde das antikommunistische, konservative und katholische Vichy-Regime, das zu Beginn die meisten Kolonien beherrschte und über ein 100.000 Mann starkes Heer verfügte, von vielen Franzosen begrüßt. Der traditionellen Losung der Französischen Revolution Liberté, Égalité, Fraternité (Freiheit, Gleichheit, Brüderlichkeit) setzte das Regime die Parole Travail, Famille, Patrie (Arbeit, Familie, Vaterland) zur moralischen Erneuerung Frankreichs entgegen. An der Seite Nazi-Deutschlands sollte Frankreich zu alter Größe gelangen, wobei der ideologische Hauptfeind nun vor allem Großbritannien war (Vive la France, mort à l’Angleterre!).
Mit zunehmender Kollaboration mit den Besatzern bzw. dem NS-Regime, brutalen Morden und Verfolgungen Andersdenkender nahm die Popularität des Regimes ab.
Außerdem erließ das Vichy-Regime harte Maßnahmen zur Ausgrenzung und Verfolgung von Ausländern, Freimaurern und vor allem Juden. 1942 wurde der Judenstern auch in Vichy-Frankreich eingeführt, und später wurde ein Teil der jüdischen Bevölkerung Vichy-Frankreichs in osteuropäische Vernichtungslager deportiert und dort ermordet (siehe Chronologie der Kollaboration der Vichy-Regierung beim Holocaust). Hunderttausende Franzosen wurden zur Zwangsarbeit in Deutschland gezwungen (Relève).
Der in den 1930er Jahren organisierte Parti Nationaliste Breton (PNB) kollaborierte während der deutschen Besatzung Frankreichs teilweise mit dem NS-Regime. Die bretonische Brigade Bezen Perrot, die der SS angegliedert war, kämpfte gegen französische Partisanen. Viele Mitglieder der in den 1930er Jahren gegründeten rechtsextremen und antirepublikanischen Terrororganisation Cagoule hatten wichtige Posten im Vichy-Frankreich inne.
Als Reaktion auf die alliierte Invasion in Nordafrika am 11. November 1942 marschierte die Wehrmacht unter Bruch der Waffenstillstandsbedingungen von Compiègne auch in die „freie“ Südzone ein. Zugleich schwand die Macht des Vichy-Regimes zusehends.
Als die Alliierten 1944 in der Normandie landeten (D-Day) und die Niederlage Deutschlands absehbar wurde, wuchs der Widerstand der Résistance zu einer „Volksbewegung“. Mit der Befreiung durch die Westalliierten und der Einsetzung einer provisorischen französischen Regierung unter General de Gaulle am 25. August 1944 – an diesem Tag kapitulierte auch Paris – endete das vierjährige Vichy-Regime. Ministerpräsident Pierre Laval und Staatschef Philippe Pétain wurden ins Deutsche Reich transferiert, wo sie bis April 1945 in Sigmaringen bzw. Wilflingen lebten.
Viele Vichy-Kollaborateure flüchteten in den französischsprachigen Teil Kanadas (z. B. Québec), nach Argentinien oder auf die iberische Halbinsel (Spanien und Portugal waren im Krieg beide neutral gewesen). Durch die Flucht wollten sie möglichen gerichtlichen Strafen (evtl. Siegerjustiz) und möglicher Lynchjustiz entgehen bzw. ein neues Leben beginnen. Einige waren während der Besatzungszeit auch wohlhabend geworden und fürchteten, diesen Wohlstand im Nachkriegsfrankreich zu verlieren.
Als Kollaborateure wurden nun diejenigen Franzosen bezeichnet, die mit der deutschen Besatzungsmacht oder dem von Nazi-Deutschland kontrollierten Vichy-Regime unter Marschall Pétain zusammengearbeitet hatten. Ihnen wurde vorgeworfen, dem Feind aus eigennützigen Motiven geholfen oder mit ihm sympathisiert zu haben und so zu Verrätern am eigenen Staat beziehungsweise Volk geworden zu sein. Häufig betraf das auch Frauen, die mit deutschen Soldaten ein Verhältnis hatten („Horizontale Kollaboration“).
Eine häufige Form der Kollaboration in dieser Epoche waren etwa Spitzeldienste für die Besatzungsmacht oder Propaganda und denunziatorisches Anprangern, für das z. B. Robert Brasillach (1909–1945) im Februar 1945 hingerichtet wurde; der Historiker Bernard Faÿ kam mit dem Leben davon, wurde aber zu Arbeitslager und Ehrverlust verurteilt. Marschall Pétain selbst wurde am 14. August 1945 zum Tode verurteilt, aber von Charles de Gaulle zu Festungshaft begnadigt und starb dort 1951.
Zwischen 1941 und 1944 wurden unter Mitwirkung französischer Beamter und anderer Kollaborateure etwa 75.000 Juden, darunter 12.000 Kinder, in Konzentrationslager deportiert und dort ermordet. Dies wurde nach dem Krieg jahrzehntelang kaum thematisiert. Erst in Gerichtsverfahren der 1990er Jahre wurden einige dieser Vorfälle aufgearbeitet. So wurde einer breiteren Öffentlichkeit bekannt, dass französische Polizisten im Juli 1942 im Vélodrome d’Hiver (einem Stadion in Paris) etwa 13.000 jüdische Pariser – darunter etwa 4.000 Kinder – zusammengetrieben, Tage später in Viehwaggons ins Sammellager Drancy bei Paris und dann weiter ins Vernichtungslager Auschwitz deportiert hatten. Bekanntester Kollaborateur wurde Maurice Papon, dem im Nachkriegs-Frankreich eine glänzende Karriere ermöglicht wurde. Paul Touvier galt und gilt als ein Beispiel für die aktive Verbindung von antisemitischem Rechts-Katholizismus und Kollaboration. Seine Kontakte ermöglichten es ihm, sich nach 1945 jahrzehntelang vor der Justiz zu verstecken. Einige, die aus der Tätigkeit in der Cagoule einflussreiche Persönlichkeiten wie den Gründer von L’Oréal, Eugène Schueller, kannten, konnten sich nicht nur der Justiz entziehen, sondern auch in der Konzernleitung im Ausland ein privilegiertes Auskommen finden.
Der Vorwurf der Kollaboration führte in der Nachkriegszeit zu zahlreichen (auch willkürlichen) Verhaftungen, Misshandlungen und Lynchjustiz. Nach der Befreiung wurden mehr als 10.000 Menschen wegen erwiesener oder vermuteter Kollaboration in wilden außergerichtlichen „Säuberungen“ (épuration sauvage = „wilde Säuberung“) ermordet. Durch verschiedene Reinigungs- bzw. Säuberungskommissionen sollten die Handlungen der Polizei und anderer Stellen in der Zeit des Vichy-Regimes überprüft werden.

### Schweiz
Im Laufe der 1930er Jahre gab es mit der „Nationalen Front“ auch eine faschistisch orientierte Partei in der Schweiz, die aber stets marginal blieb. 1934 verübten Frontisten gar einen terroristischen Sprengstoffanschlag auf die Wohnung eines Medienschaffenden. Den einzigen Erfolg verdankte die Partei einer Listenverbindung in der Stadt Zürich, wo sie im Stadtparlament 10 von 125 Sitzen besetzen konnte. 1940, nach der Eroberung Frankreichs durch Deutschland, wollten faschistisch orientierte Kreise die Schweiz erneut Hitler-Deutschland angliedern, ein Teil der Bewegung wollte aber auch einen selbständigen Staat bewahren und nur die Staatsform autoritär umbauen. Die letzten frontistischen Organisationen verschwanden im Sommer 1943 von der Bildfläche. Nicht wenige Anhänger begaben sich jedoch ins „Exil“ ins „Deutsche Reich“, wo sie sich z. B. der SS anschlossen.

### Liechtenstein
Hier gab es den NSDAP-Ableger „Volksdeutsche Bewegung in Liechtenstein“. Gemäß dem Schlussbericht der Unabhängigen Historikerkommission Liechtenstein, Zweiter Weltkrieg (ISBN 3-0340-0806-6), welcher die Fragen in Bezug auf Flüchtlinge, Vermögenswerte, Kunst und Rüstungsproduktion zu beantworten versucht, wurde ein möglicher Einfluss des NSDAP-Ablegers auf die Liechtensteiner Bevölkerung sehr stark eingeschränkt und fand nur verhältnismäßig wenige Anhänger. Zudem reagierte die Bevölkerung mehrheitlich negativ auf die damalige „Volksdeutsche Bewegung“.

### Protektorat Böhmen und Mähren
Im Protektorat Böhmen und Mähren war Emanuel Moravec Minister für Schulwesen und Volksaufklärung. Sein Name gilt heute in Tschechien als Symbol des Kollaborateurs (ein tschechischer Quisling, ein Kolaborant). Der letzte tschechoslowakische Staatspräsident Emil Hácha wurde zum „Staatspräsidenten“ des Protektorats. Er wurde nach der Befreiung am 13. Mai 1945 von NKDW-Agenten brutal geschlagen und im Gefängnis Pankrác inhaftiert. Dort starb er sechs Wochen später unter mysteriösen Umständen.
Der mit dem NS-Regime kollaborierende Präsident des Slowakischen Staates, Jozef Tiso, wurde in einem politischen Schauprozess als Kriegsverbrecher zum Tode verurteilt und am 18. April 1947 hingerichtet.

### Ungarn
Genau genommen erlebte Ungarn in den Jahren 1944/1945 zwei NS-Diktaturen, welche nicht unmittelbar aufeinander folgten und von denen nur die zweite (das Pfeilkreuzler-Regime unter Ferenc Szálasi von Oktober 1944 bis April 1945) auch als solche ausgewiesen war; bei der ersten hingegen handelte es sich um die vorletzte (nicht die letzte!) Regierung der Horthy-Zeit unter Ministerpräsident Döme Sztójay von März bis August 1944.
Bereits vor dem Eintritt Ungarns in den Zweiten Weltkrieg auf deutscher Seite (27. Juni 1941) hatten das Parlament sowie die jeweiligen Regierungen unter den Ministerpräsidenten Béla von Imrédy bzw. Pál von Teleki in den Jahren 1938 bzw. 1939, ferner unmittelbar nach Kriegseintritt 1941 unter Ministerpräsident László von Bárdossy drei Judengesetze verabschiedet (ung.: Zsidótörvények), welche die öffentlichen und gesellschaftlichen Rechte von Juden stark einschränkten, darüber hinaus mussten Juden statt eines Militärdienstes grundsätzlich einen ‚Arbeitsdienst‘ absolvieren (ung.: Munkaszolgálat), der insbesondere ab 1941 einem Zwangsarbeits-Frondienst unter allerhärtesten Bedingungen gleichkam; auch hatten sich im Rahmen des Krieges im besetzten Jugoslawien sowie an der Ostfront Teile von ungarischen Militär- und Gendarmerieeinheiten bereits 1941 und 1942 an Kriegsverbrechen unter anderem gegen Juden beteiligt. Eine organisierte physische Verfolgung von Juden hatte in Ungarn bis 1944 jedoch noch nicht stattgefunden.
Im März 1942 änderte jedoch Ungarn seinen politischen Kurs, nachdem der NS-Gegner Miklós von Kállay zum Ministerpräsidenten ernannt wurde, der versuchte, mit den Westalliierten Geheimverhandlungen zwecks eines Kriegsaustritts aufzunehmen. Nachdem dies die deutschen Geheimdienste in Erfahrung gebracht hatten, wurde Ungarn am 19. März 1944 von deutschen Truppen besetzt, die faktisch oberste Befehlsgewalt über das Land übernahm der SS-Brigadeführer Edmund Veesenmayer im Rang eines ‚Reichsbevollmächtigten‘. Reichsverweser Horthy wurde dazu angehalten, Kállay abzusetzen und seinerstatt einen NS-freundlichen Regierungschef einzusetzen. So einigten sich er und Veesenmayer ‚im Einvernehmen‘, den langjährigen ungarischen Botschafter in Berlin Döme Sztójay (zwar parteilos, jedoch gänzlich deutschfreundlich gesinnt und ein überzeugter Antisemit) zum Ministerpräsidenten zu ernennen.
Ministerpräsident Sztójay bildete nun eine Koalitionsregierung mit zwei rechtsradikalen Parteien (jedoch nicht mit den Pfeilkreuzlern von Ferenc Szálasi – zu dessen großer Enttäuschung), welche sogleich eine politische Gleichschaltung vornahm: sämtliche nicht-rechtsradikalen Oppositionsparteien (Sozialisten, Liberale sowie die Kleinbauernpartei) wurden verboten, und es herrschte fortan ein Terrorregime nach NS-Muster, welches die Erwartungen der deutschen Besatzer vollends erfüllte: die Weiterführung des Krieges an der Seite Deutschlands sowie eine ‚aktivere‘ Mitwirkung an der ‚Endlösung der Judenfrage‘ als bisher. Infolgedessen mussten nun auch in Ungarn sämtliche Juden den Gelben Stern tragen und wurden ghettoisiert, und bald darauf begannen die nunmehr organisierten Deportationen: zwischen April und Juni 1944 wurden unter der Sztójay-Regierung durch die SS mithilfe der ungarischen Gendarmerie mehr als 400.000 jüdische Menschen in die deutschen Vernichtungslager abtransportiert, von denen dort ein erheblicher Teil sofort ermordet wurde (da mit den Deportationen auf dem Lande begonnen wurde, blieben die Budapester Juden vorerst ‚verschont‘). Neben Veesenmayer war für die logistische Abwicklung der Transporte der SS-Obersturmbannführer Adolf Eichmann zuständig und verantwortlich, der zu diesem Zweck ebenfalls nach Ungarn angereist war.
Angesichts der aussichtslos gewordenen militärischen Lage sowie des sich immer deutlicher abzeichnenden Kriegsverlustes erstarkte sich im Sommer 1944 zunehmend der Widerstand innerhalb der politischen Elite Ungarns (auch waren Gerüchte aufgekommen, wonach das Land im Falle eines Verbleibes an deutscher Seite mit schweren alliierten Flächenbombardements zu rechnen habe), und es formierte sich eine Fraktion, welche Reichsverweser Horthy überzeugen konnte, die ungarische Beteiligung an den Deportationen zu untersagen, welche am 6. Juli gestoppt wurden. Nachdem aus dem Machtapparat nach und nach sämtliche NS-freundlichen Funktionäre aus leitenden Positionen entfernt worden waren, wurde am 29. August schließlich auch Döme Sztójay abgesetzt und Generaloberst Géza von Lakatos zum neuen Ministerpräsidenten ernannt. Als entschiedener NS-Gegner errichtete Lakatos eine Militärdiktatur und ließ nun sämtliche Parteien außer der Regierungspartei verbieten (auch alle rechtsradikalen Parteien): auf die NS-Gleichschaltung unter Sztójay folgte unter Lakatos eine ‚Gegen-Gleichschaltung‘. Nachdem allerdings am 23. August Rumänien zu den Alliierten übergetreten war, begann kurz darauf die Invasion der Roten Armee in Ungarn an den Ostgrenzen des Landes. Da die einstigen Geheimverhandlungen mit den Westalliierten unter Kállay (s. o.) erfolglos verlaufen waren, trachtete die Lakatos-Regierung (nach Absprache mit Horthy) nun offen danach, mit der Sowjetunion einen Sonderfrieden zu schließen. Nach diesem ‚wiederholten‘ Austrittsversuch wurde für Hitler ersichtlich, dass auf Ungarn unter Horthy als Staatsoberhaupt offenbar insgesamt kein Verlass war: so wurde dieser am 15. Oktober 1944 von den deutschen Besatzern gezwungen, sowohl Ministerpräsident Lakatos abzusetzen als auch selbst auf sein Amt als Reichsverweser zu verzichten. Damit war die Horthy-Ära beendet, und erst jetzt folgte, aus deutscher Sicht als Ultima ratio, die zweite ‚eigentliche‘ NS-Diktatur der Pfeilkreuzler, wobei deren Führer Ferenc Szálasi das Amt des Staats- und Regierungschefs vereinte – sein offizieller Titel lautete fortan „Nationalführer Ungarns“ (ung.: „Magyarország nemzetvezetője“).
Nach der Machtübernahme der Pfeilkreuzler im Oktober 1944 wurde abermals eine Terrordiktatur etabliert, wobei etliche Funktionäre der Sztójay-Regierung (die im August unter Lakatos abgesetzt worden waren) wieder ins Amt gesetzt wurden. Auch sollten die (seit Juli ‚ruhenden‘) Deportationen der Juden fortgesetzt werden, und Veesenmayer und Eichmann nahmen ihre Arbeit wieder auf. Allerdings befanden sich zu dieser Zeit bereits weite Teile Ungarns unter sowjetischer Kontrolle, sodass Transporte in die Vernichtungslager Richtung Osten kaum noch möglich waren. Deshalb wurden jetzt durch die SS bzw. durch Pfeilkreuzler-Einheiten die noch verbliebenen Juden (nunmehr vor allem Juden aus Budapest) auf Todesmärschen Richtung Deutschland getrieben. Am 25. Dezember 1944 wurde schließlich Budapest von der Roten Armee gänzlich eingekesselt und musste eine schwere und mörderische Belagerung erleiden. Zuvor allerdings hatte sich nahezu die gesamte Pfeilkreuzler-Regierung (einschließlich Ferenc Szálasi) mitsamt deutscher Kommando-Elite (so Veesenmayer und Eichmann) erst nach Westungarn, dann nach Deutschland abgesetzt, sodass es in der Hauptstadt nunmehr eine Pfeilkreuzler-Herrschaft ohne politische Führung gab. Folglich wütete dort von November/Dezember 1944 bis April 1945 eine Art wilder Terror, in dessen Rahmen zahlreiche, teils eigenmächtig zusammengewürfelte Einheiten durch die Stadt grassierten und grausame Mordaktionen verübten: beispielsweise wurden von ihnen Juden in aller Öffentlichkeit am Ufer der Donau in den Fluss hineingeschossen. Erst im April 1945 kapitulierte Ungarn und wurde von der Roten Armee besetzt – die Folgen waren bekanntlich die Sowjetisierung des Landes sowie 40 Jahre kommunistische Diktatur.
So verloren während des Pfeilkreuzler-Regimes unter Szálasi 1944/1945 nochmals beinahe 100.000 Juden ihr Leben (sowie zahlreiche weitere Mordopfer bzw. Kriegstote); wenn auch dieser entfesselte wilde Terror in der Geschichtsschreibung synonym geblieben ist für die ungarische Mitverantwortung am Holocaust, so wurden – rein zahlenmäßig gesehen – die meisten ungarischen Juden (über 400.000 Menschen) bereits zuvor, im Frühjahr 1944 unter der Sztójay-Diktatur in die deutschen Vernichtungslager deportiert.

### Polen
Polen wurde ab dem 1. September 1939 von der Wehrmacht überfallen. Ab dem 17. September 1939 besetzten Einheiten der Roten Armee Ostpolen
Im besetzten polnischen Gebiet, das als Generalgouvernement von Hans Frank verwaltet wurde, wurden ca. 10.000 ehemalige polnische Polizisten unter Androhung der Todesstrafe zum Dienst für die Besatzungsmacht gezwungen. Ein Sonderfall vor eher kriminellem Hintergrund sind hier die Aktivitäten der sog. Szmalcowniks.

### Osteuropa
Fließend zwischen Kollaboration und Zwangsarbeit sind die Grenzen im Fall der osteuropäischen sogenannten Hilfswilligen der deutschen Wehrmacht. Nachdem diese kleineren Länder 1939 in einem geheimen, völkerrechtswidrigen Vertrag zwischen Hitler und Stalin aufgeteilt und anschließend von den beiden Großmächten besetzt wurden, brach Hitler diesen geheimen Vertrag, eroberte auch die zunächst abgegebenen Länder und präsentierte sich dort als Befreier. In den Ostlegionen der Wehrmacht, einem Teil der Osttruppen (1.000.000), waren alle kollaborierenden Angehörigen sowjetischer Minderheitenvölker zusammengefasst. Zu ihnen gehörten beispielsweise die Georgische Legion oder lettische SS-Verbände.
Die ca. 1000 „hilfswilligen“ Ukrainer und Litauer in deutschen Diensten, auch als Trawnikis bezeichneten, „halfen“ bei der Ermordung der zwei Millionen Juden im Generalgouvernement Polen. In Trawniki, etwa 40 km östlich von Lublin, befand sich das Ausbildungslager dieser Kollaborateure. Darüber hinaus gab es Kampfeinheiten an der deutschen Seite, die aus ukrainischen Freiwilligen bestanden, wie z. B. die 14. Waffen-Grenadier-Division der SS (galizische Nr. 1), (22.000 Mann) oder die Bataillone „Nachtigall“ und „Roland“, (ca. 1000 Mann).
Die Russische Befreiungsarmee (ROA) war ein russischer Verband, der am Ende des Zweiten Weltkrieges unter General Andrei Andrejewitsch Wlassow auf Seiten der Wehrmacht kämpfte. Ihm gehörten rund 50.000 Freiwillige an. Es handelte sich um Kosaken, frühere Soldaten der Weißen Armee und russische Kriegsgefangene, die dem Hungertod entgehen wollten. Da sich Hitler aus rassistischen Motiven zunächst geweigert hatte, Russen, also „Untermenschen“, für sich kämpfen zu lassen, wurde die ROA erst gegen Ende des Zweiten Weltkrieges aufgestellt. Zuvor gab es das XV. Freiwilligen-Kosaken-Kavalleriekorps, das der Waffen-SS unterstellt war.
Im besetzten Belarus bestand ab Juli 1942 das Weißruthenische Selbstschutzkorps sowie ab 1943 der Weißruthenische Zentralrat und das Weißruthenische Jugendwerk. Die Weißruthenische Heimwehr wurde im Februar 1944 gegründet und zur Partisanenbekämpfung eingesetzt.
Den größten Kollaborateur des Krieges nannte Timothy Snyder Stalin, welcher durch sein Kollaborationsabkommen mit Hitler diesem den Beginn des Kriegs erlaubte. Ausgerechnet Stalin habe danach die Deutungshoheit über die Schwere der Kollaboration innegehabt.

### Jugoslawien

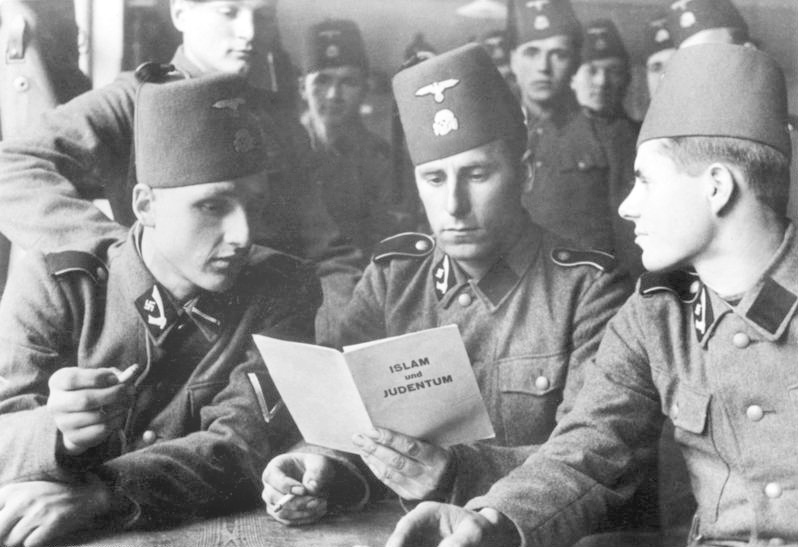
SS-Division Handschar (Juni 1943)

Die serbischen Tschetniks von Dragoljub Draža Mihailović und das Serbische Freiwilligenkorps von Dimitrije Ljotic kollaborierten im Jugoslawischen Bürgerkrieg 1941–1945 mit den Besatzertruppen der Achsenmächte. Milan Nedić bildete ein Marionettenregime in Serbien.
Die kroatischen und bosniakischen Ustascha-Milizen unter der Führung von Ante Pavelić kollaborierten im Jugoslawischen Bürgerkrieg 1941–1945 mit den Besatzertruppen der Achse. Die Muslime Großkroatiens und Großalbaniens wurden in bosnische SS-Einheiten und albanische SS-Einheiten eingegliedert.
Slovensko domobranstvo (Slowenische Landwehr, auch Slowenische Heimwehr oder Slowenische Domobranzen/Domobrancen genannt) war eine im September 1943 während des Zweiten Weltkriegs nach dem Rückzug Italiens im Gebiet der Provinz Laibach aufgestellte antikommunistische und konservativ katholische militärische Organisation, in der Slowenen dienten. Ein Angehöriger wurde dementsprechend Domobranec (deutsch Domobranze) genannt. Als Kollaborateure unterstützten sie die Wehrmacht und die Waffen-SS im Kampf gegen die Volksbefreiungsarmee. Der Großteil der Ausrüstung war anfangs italienischer Herkunft; sie wurden nach der Kapitulation Italiens am 8. September 1943 von der Wehrmacht beschlagnahmt. Die meisten Domobranzen dienten als Infanteristen. Am 23. September erklärte sich General Leon Rupnik zum Befehlshaber der slowenischen Heimwehr.

### Norwegen
Norwegen wurde durch das Unternehmen Weserübung besetzt. Vom Nachnamen des führenden norwegischen Kollaborateurs Vidkun Quisling leitet sich die Bezeichnung „Quisling“ als Synonym für Kollaborateur ab.

### Dänemark
Die unter deutscher Besatzung weiterarbeitende Regierung Dänemarks trat nicht der Antihitlerkoalition, sondern dem Antikominternpakt bei und versuchte bis 1943/44, durch Zusammenarbeit die Besatzungsmacht zu beschwichtigen. Tausende dänische Freiwillige kämpften in deutschen Einheiten.

### Griechenland
Während der deutschen Besetzung Griechenlands wurden einheimische Sympathisanten des Nationalsozialismus auf politischen Posten installiert, mitunter auch vollkommen Fachfremde. Georgios Tsolakoglou, Konstantinos Logothetopoulos und Ioannis Rallis waren die Ministerpräsidenten. Sie waren nicht demokratisch legitimiert, sondern von der Besatzungsmacht eingesetzt. Aufgabe der Regierungen war es als verlängerter Arm zu fungieren. Die Wahl der Personen nur nach politischer Gesinnung erwies sich auch für die Besatzer als unvorteilhaft, da Kenntnisse zur Umsetzung der Befehle fehlten: So erwies sich der Medizinprofessor Logothetopoulos unfähig eine Strategie zur Partisanenbekämpfung zu entwickeln.

### Irak
Im April 1941 ergriff in einem Militärputsch ein antibritischer Nationaler Verteidigungsrat unter Ex-Premierminister Raschid Ali al-Gailani die Macht. Trotz gewisser aktiver deutscher Hilfe (Luftangriffe auf britische Stellungen und Kolonnen) wurde er von britischen Truppen im Mai 1941 niedergeschlagen. Die Bewertung dieser Bewegung als Kollaboration ist umstritten, irakische Patrioten werten sie als nationalen Aufstand, selbst die Kommunistische Partei des Irak stufte 1988 ihre einstige Ablehnung Gailanis als historischen Fehler ein.

### Ägypten
Am 9. September 1940 begannen deutsche und italienische Truppen den Afrikafeldzug. In Erwartung eines baldigen Sieges des herannahenden deutschen Afrikakorps kam es Ende 1941 / Anfang 1942 in Alexandria und Kairo zu antibritischen und prodeutschen Demonstrationen und Sabotageakten. Die sich auf die Urabi-Bewegung berufende nationalistische Partei Hizb Misr El-Fatat (Junges Ägypten) stellte paramilitärische Verbände auf („Grünhemden“), der Generalstabschef der ägyptischen Armee nahm geheime Kontakte zum deutschen Stab auf. Der britische Botschafter, der vom ägyptisch-sudanesischen König Faruq und der ägyptischen Aristokratie einen Umsturz während der Staatskrise in Ägypten 1942 befürchtete, ließ im Frühjahr 1942 den Palast mit Panzern umstellen, Offiziere verhaften und eine neue neutrale Regierung unter Mustafa an-Nahhas Pascha einsetzen.

### Marokko, Tunesien
Nach dem Zweiten Weltkrieg wurde der an sich königstreuen Istiqlal-Partei (Unabhängigkeitspartei) unterstellt, mit Nazi-Deutschland zusammengearbeitet zu haben, führende Parteimitglieder wurden inhaftiert. Gleiches geschah mit der Destur-Partei (Verfassungspartei) in Tunesien. Tatsächlich handelte es sich dabei um einen Versuch Frankreichs, die marokkanische und tunesische Unabhängigkeitsbewegung zu diskreditieren und zu schwächen.

### Südafrika
In der mit Großbritannien verbündeten Südafrikanischen Union operierten zum einen die burisch-nationalistische bzw. faschistische Ossewabrandwag und ihre Secret Army im Untergrund, verübte Sabotageakte und lieferte Geleitzug-Informationen für den U-Boot-Krieg gegen Großbritannien. Zwei für andere Kriegsschauplätze vorgesehene Divisionen wurden so gebunden. Zum anderen bemühten sich pronazistische Politiker, z. B. Balthazar Johannes Vorster, um einen Austritt Südafrikas aus dem Krieg gegen Deutschland und hielten bis 1942 die Beziehungen zum Vichy-Regime aufrecht.

## Israelisch besetzte Gebiete

### Palästinensische Gebiete
Nach der Besetzung des Westjordanlandes und des Gazastreifens errichtete Israel nach einer palästinensischen Quelle ein Informationsnetz aus Kollaborateuren. Als Gegenleistung für Passierscheine, Ausreiseerlaubnis, Arbeitsgenehmigungen, medizinische Behandlungen, Haftverschonung und Geld gaben Palästinenser Informationen preis. 
Zur technischen Überwachung der Palästinenser unterhält die Armee eine Cyber-Einheit, die Unit 8200, deren Aufgabe es auch ist, diskreditierende Informationen zu finden, mit denen Informanten angeworben werden können. Dafür wird der palästinensische Internetverkehr komplett überwacht. Besonders interessant sind in diesem Fall Personen mit homosexueller Neigung, da das Öffentlichmachen einer solchen sexuellen Orientierung in der arabischen Gesellschaft besonders gefährlich ist. In einer Gegendarstellung von Angehörigen der Unit werden diese Behauptungen vehement bestritten.
Während der beiden Intifadas wurden geschätzt über 1000 Palästinenser von Palästinensern ermordet, weil sie der Kollaboration mit der Armee bezichtigt wurden. Von diesen seien allerdings nur 40–50 % in Kontakt mit israelischen Kräften gewesen.
Unter der Autonomiebehörde gab es weiterhin Lynchmorde und offizielle Anklagen wegen Kollaboration. Nach den eigenen palästinensischen Gesetzen steht auf dieses Delikt die Todesstrafe. Andererseits arbeitet der palästinensische Geheimdienst intensiv mit den Israelis zusammen und nimmt immer wieder Personen auf Anweisung fest.
Der Abzug Israels aus dem Gazastreifen erhöhte den Bedarf an Informanten, die Abriegelung ist ideal, Personen, die auf Grenzübertritte (z. B. für medizinische Spezialbehandlungen) angewiesen sind, zur Zusammenarbeit zu „überreden“. Auch wenn die technischen Möglichkeiten zur Überwachung heute enorm sind, sind es noch immer Informanten, die z. B. die „gezielten Tötungen“ so treffsicher machen. Die Hamas-Regierung im Gazastreifen verhängte mehrmals gegen Kollaborateure Todesurteile, die auch – ohne die notwendige Bestätigung durch den Präsidenten – exekutiert wurden. Während der Operation Protective Edge im Sommer 2014 gab es öffentliche Exekutionen in großer Zahl, nachdem die Armee erklärt hatte, einige Erfolge seien auf die hervorragenden Informationen durch Kollaborateure möglich gewesen. Auch wenn es vereinzelt Kollaboration aus Opposition gegen die Hamas gibt, arbeiten die meisten aus finanziellen Gründen oder wegen einer Erpressung mit Israel zusammen.
Eine spezielle Form der Kollaboration sind palästinensische Landkäufer. Sie kaufen arabische Grundstücke stellvertretend für jüdische Siedlerorganisationen von solchen Eigentümern, die niemals direkt verkaufen würden.
In einigen Fällen gewährte Israel enttarnten Informanten großzügig Asyl in Israel oder setzte sich für deren Auswanderung ein. In anderen Fällen duldet man lediglich ihren illegalen Aufenthalt in Israel.

### Libanon
Während der israelischen Besetzung des Südens des Landes zwischen 1978 und 2000 überwachte die Südlibanesische Armee das Gebiet für Israel. Zahlreiche SLA-Milizionäre wurden vom libanesischen Militärgericht wegen der Kollaboration mit Israel zu Haftstrafen oder zum Tod verurteilt; die meisten Todesurteile wurden später in Haftstrafen umgewandelt. Israel unterstützte die nach Israel geflüchteten ehemaligen SLA-Milizionäre finanziell.
Wie Munira Khayyat herausgearbeitet hat, ist die Zusammenarbeit mit Israel im südlichen Libanon bis zu einem gewissen Grad akzeptiert und als notwendig anerkannt. Das Verhältnis zwischen den beiden Ländern wird dabei als von wechselseitiger Ablehnung, aber auch von Abhängigkeit beschrieben. Während der Besatzung haben insbesondere ärmere Familien Kollaboration – meist in Form von Arbeit in Israel – genutzt. Die Arbeit in Israel hat einzelnen Libanesen einen wirtschaftlichen und sozialen Aufstieg ermöglicht. Dabei waren sozioökonomische Motivationen sowie das Ziel, zu überleben, meist vorrangig und überwogen in den meisten Fällen die ideelle Kollaboration. Viele Wissenschaftler betrachten diese Zusammenarbeit daher nicht als Kollaboration mit negativer Konnotation, sondern – je nach Art – zu einem gewissen Teil auch als Akt des Widerstands und Ausdruck der eigenen Handlungsfähigkeit (englisch „agency“). Es kann gleichzeitig Kollaboration mit Israel stattfinden, während tiefer Patriotismus und Anerkennung für die Hisbollah bestehen. Dies zeigt die vielschichtige Natur des anhaltenden Konflikts in der Region und insbesondere die verschiedenen Überlebens- und Anpassungsstrategien der gewöhnlichen Bevölkerung als Reaktion darauf. Des Weiteren wird der schmale Grat zwischen der oft negativ konnotierten Kollaboration und dem neutraleren Begriff der Zusammenarbeit, die pragmatischer und wertfreier verstanden wird, veranschaulicht. Die – sofern gegeben – politische Loyalität steht dabei häufig im Konflikt mit dem Ziel zu überleben. Dieser Widerspruch wird von Khayyat als „Grauzone“ bezeichnet, in der eine Verurteilung und Zuordnung in die Kategorien „Widerstand“ und „Kollaboration“ oft kompliziert ist.

## Palästinenser in den Golfstaaten
Die Vertreibung der Palästinenser aus Kuwait 1991 fand unmittelbar nach dem Zweiten Golfkrieg statt, als von Kuwait etwa 450.000 Palästinenser aus dem Lande vertrieben wurden. Der Exodus war auf den Anführer der PLO, Jassir Arafat, und dessen Unterstützung Saddam Husseins und seiner Gutheißung der irakischen Annexion zurückzuführen. Die palästinensischen Araber wurden der Kollaboration mit den irakischen Invasoren bezichtigt und binnen weniger Tage aus Kuwait vertrieben, weitere Golfstaaten stellten ihre Unterstützung ein.

## Kollaboration mit Russland in der Ukraine
Nach der Annexion der Krim 2014 gab es keine Gesetze in der Ukraine, welche eine Kollaboration bestraft hätten. Bestraft wurde hingegen Hochverrat, also das Mitwirken in den bewaffneten Gruppen, die Russland im Bereich von Donezk und Lugansk unterstützen.
Rund 20 Tage nach dem Angriff Russlands auf die freie Ukraine wurde ein Gesetz erlassen, welches Strafen für verschiedene Kollaborationsarten vorsieht. So dürfen ehemalige russische Verwaltungsangestellte für 10 Jahre keine öffentliche Stelle in der Ukraine bekleiden. Nur im Falle, dass die Rolle in der russischen Verwaltung eine Entscheidungsbefugnis beinhaltete, wird auch eine Strafe angedroht. Freiheitsentzug droht bei Propaganda in Bildungseinrichtungen sowie die Einführung von Bildungsstandards des Aggressorstaates (bis drei Jahre Gefängnis, aber nicht bei bloßem Unterricht), ferner die materielle Unterstützung des Aggressors durch wirtschaftliche Aktivitäten oder die «freiwillige» Besetzung von Positionen mit administrativer Entscheidungsgewalt, insbesondere im Zusammenhang mit Wahlen und Referenden. Für professionelle Propaganda außerhalb der Schulen beträgt die Höchststrafe 20 Jahre, 15 Jahre Gefängnis drohen bei Arbeit in den von den Besatzern eingerichteten Justiz- und Strafverfolgungsbehörden, in paramilitärischen Formationen oder bei deren Unterstützung. Alle Strafen können verschärft werden, wenn infolge der Tätigkeit Menschen starben. Wer hingegen einfach privat Unterstützung Russlands im Internet bekundete, wird mit Positions- und Berufsverboten zu rechnen haben, aber nicht mit Strafverfolgung. Nach der Verabschiedung des neuen Gesetzes betonte das Büro des Präsidenten der Ukraine, dass sie keine Menschen vor Gericht stellen würden, die gezwungen waren, in den besetzten Gebieten weiter zu arbeiten, zum Beispiel Ärzte oder Versorgungsunternehmen. Für die schwersten Fälle werde wohl weiterhin auf die Hochverrats-Gesetzgebung zurückgegriffen werden, so eine Einschätzung von Meduza.

### Frankreich (1940–1944)
- Birgit Kletzin: Die Kollaboration als ein Aspekt der deutsch-französischen Beziehungen von 1940–1944, 1990 DNB 901258075 (Dissertation A Pädagogische Hochschule Potsdam 1990, [2], 232 Blätter, 30 cm).

### Polen (1939–1945)
- Itamar Levin, Rachel Neiman: Walls Around: The Plunder of Warsaw Jewry During World War II and Its Aftermath. Greenwood Publishing Group, 2003 (englisch).
- Encyclopedia of the Holocaust. Eintrag über „Blue Police“. Macmillan Publishing Company, New York NY, 1990. ISBN 0-02-864527-8 (englisch).
- Tadeusz Piotrowski: Poland’s Holocaust: Ethnic Strife, Collaboration with Occupying Forces and Genocide… McFarland & Company, 1997, ISBN 0-7864-0371-3, S. 108–110 (englisch).
- Tadeusz Wroński: Kronika okupowanego Krakowa. Wydawnictwo Literackie, Krakau 1974, S. 235–240 (polnisch).